# 老犬院
老犬院，或稱老犬之家、老犬安養院，是指專門為高齡犬隻提供照護服務的機構，相當於狗版的老人院，主要興起於日本。
在美國也有一些專救援和照護高齡犬隻的非營利組織，如成立於2012年、位在田納西州的Old Friends Senior Dog Sanctuary。
全球首家專為退役導盲犬而設的老犬院是北海道導盲犬協會附設的老犬院，成立於1978年。

## 另見
- 寵物旅館